# Cantone di Sélestat
Il Cantone di Sélestat è una divisione amministrativa dell'arrondissement di Sélestat-Erstein.
A seguito della riforma approvata con decreto del 18 febbraio 2014, che ha avuto attuazione dopo le elezioni dipartimentali del 2015, è passato da 9 a 29 comuni.

## Composizione
I 9 comuni facenti parte prima della riforma del 2014 erano:
- Châtenois
- Dieffenthal
- Ebersheim
- Ebersmunster
- Kintzheim
- Orschwiller
- Scherwiller
- Sélestat
- La Vancelle

Dal 2015 i comuni appartenenti al cantone sono i seguenti 29:
- Artolsheim
- Baldenheim
- Bindernheim
- Bœsenbiesen
- Bootzheim
- Châtenois
- Dieffenthal
- Ebersheim
- Ebersmunster
- Elsenheim
- Heidolsheim
- Hessenheim
- Hilsenheim
- Kintzheim
- Mackenheim
- Marckolsheim
- Mussig
- Muttersholtz
- Ohnenheim
- Orschwiller
- Richtolsheim
- Saasenheim
- Scherwiller
- Schœnau
- Schwobsheim
- Sélestat
- Sundhouse
- La Vancelle
- Wittisheim